# Josef Molkenbur
Josef Molkenbur (* 23. Februar 1956 in Emsdetten) ist ein deutscher Jurist und politischer Beamter (CDU). Er war von 2020 bis 2022 Staatssekretär im Ministerium für Justiz und Verbraucherschutz (bis September 2021: Ministerium für Justiz und Gleichstellung) des Landes Sachsen-Anhalt.

## Leben
Molkenbur absolvierte ein Doppelstudium der Rechts- und Erziehungswissenschaften. Er promovierte 1988 in Mainz zum Thema „Schwereeinschätzung von Delikten durch Jugendrichter unter Berücksichtigung des Stadt-Land-Gefälles“. 1983 wurde er Rechtsanwalt, 1984 Richter auf Probe in der nordrhein-westfälischen Arbeitsgerichtsbarkeit. Die Ernennung zum Richter auf Lebenszeit folgte zwei Jahre später. Von 1994 bis 2018 war er Vorsitzender Richter am Landesarbeitsgericht Sachsen-Anhalt in Halle (Saale). Zwischenzeitlich bekleidete er 1995 das Amt des bischöflichen Justiziars in Münster. Ab dem Sommersemester 2009 war er als Lehrbeauftragter an der Martin-Luther-Universität Halle-Wittenberg tätig, 2017 wurde ihm von der Universität die Ehrendoktorwürde verliehen. 2018 legte er sein Richteramt nieder und trat in den Ruhestand ein.
Am 19. Juni 2020 wurde Molkenbur von Ministerpräsident Reiner Haseloff zum Staatssekretär im Ministerium für Justiz und Gleichstellung des Landes Sachsen-Anhalt ernannt. Er wurde im Ministerium Nachfolger von Hubert Böning, der für ein Justizversagen bei der versuchten Flucht des Halle-Attentäters Stephan Balliet aus dem Gefängnis Roter Ochse in Halle verantwortlich gemacht und am 18. Juni 2020 in den einstweiligen Ruhestand versetzt wurde. Ende April 2022 trat Molkenbur aus gesundheitlichen Gründen in den Ruhestand ein. Ihm folgte Steffen Eckold nach.
Molkenbur ist Vorsitzender des Freundeskreises der juristischen Fakultät der Martin-Luther-Universität Halle-Wittenberg. Zudem engagiert er sich ehrenamtlich als Vorsitzender des Schiedsgerichtes des Deutschen Roten Kreuzes Sachsen-Anhalts und stellvertretender Vorsitzender des Landesarbeitskreis christdemokratischer Juristen.

## Schriften (Auswahl)
- Schwereeinschätzung von Delikten durch Jugendrichter unter Berücksichtigung des Stadt-Land-Gefälles. (= Dissertation), Mainz 1988.
- mit Horst-Dieter Krasshöfer: Betriebsvereinbarung. Rieder, Münster 1999 (4. Auflage 2016), ISBN 978-3-945260-38-8.
- Die Änderungskündigung. Rieder, Münster 2007 (2. Auflage 2012), ISBN 978-3-939018-29-2.